# Куп Србије у рагбију 2018.
Куп Србије у рагбију 2018. је било 12. издање Купа Србије у рагбију. 
Трофеј је поново освојио Рад, пошто је у финалу пред пуним трибинама, убедљиво победио Звезду.
| Рагби клуб Рад | 38 – 12 | Београдски Рагби Клуб Црвена звезда |
| -------------- | ------- | ----------------------------------- |
|                |         |                                     |

| Победник Купа Србије у рагбију 2018. |
| ------------------------------------ |
| Рад 6. трофеј                        |